# Carl Alexander Holtzmann
Carl Alexander Holtzmann (* 1759 in Speyer; † 1820 ebenda) war Kaufmann, Krappfabrikant, Bürgermeister der Stadt Speyer und Administrationsrat der Mainzer Republik.

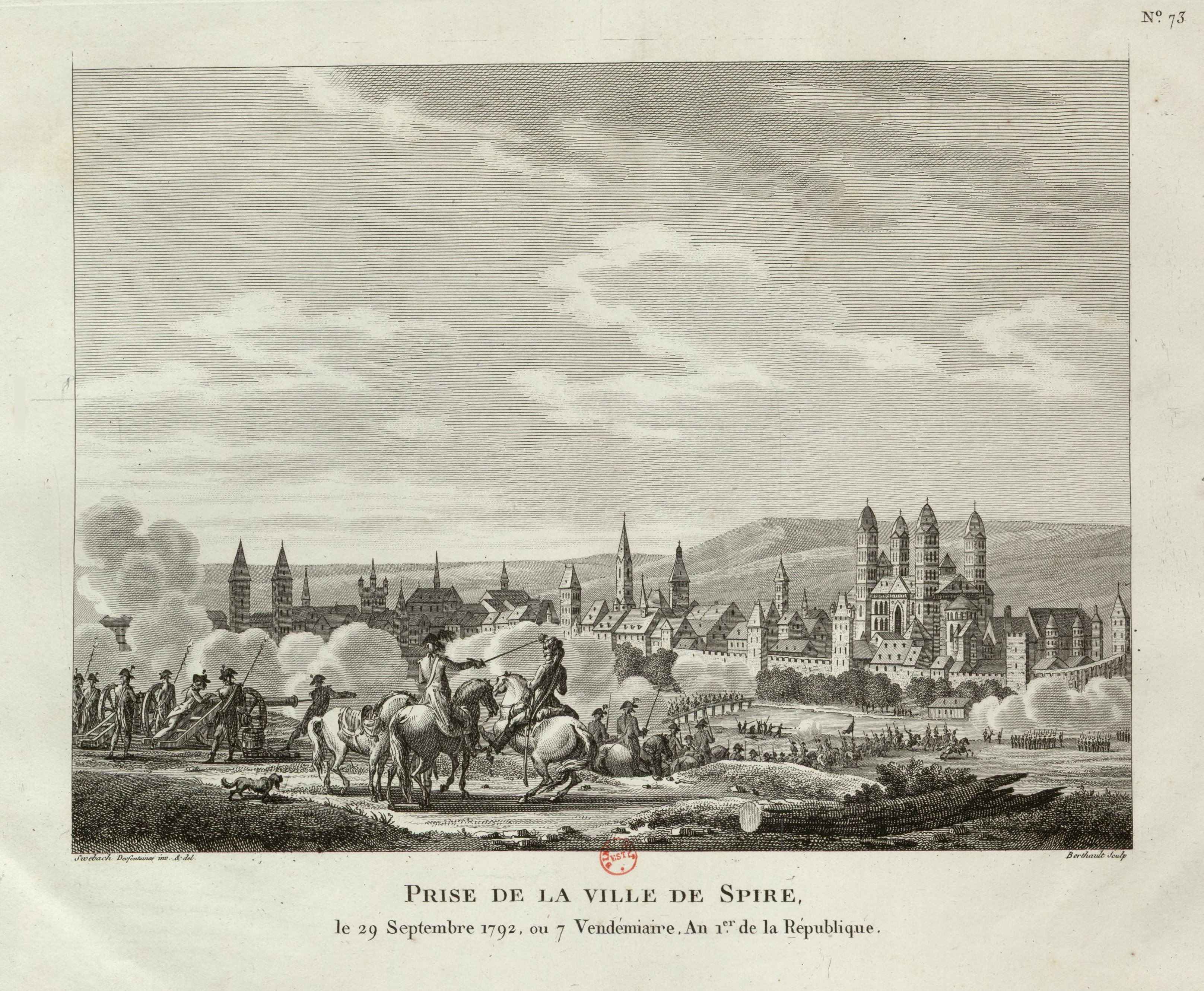
Französische Revolutionstruppen besetzen Speyer 1792 (Die Darstellung des Domes mit vier Türmen ist nicht korrekt)

## Leben
Der 1759 geborene Holtzmann entstammte einer Kaufmannsfamilie. Sein gleichnamiger Vater (1699–1784) war Bürgermeister der Reichsstadt Speyer in den ungeraden Jahren von 1769 bis 1783 (regierender Bürgermeister seit 1775) und Altermeister in den geraden Jahren von 1770 bis zu seinem Tod.
Wie der Vater gehörte Holtzmann dem Rat der Reichsstadt an. Am 30. September 1792 wurde Speyer, zehn Tage nach der Kanonade von Valmy, durch französische Revolutionstruppen besetzt. Mit Carl Ludwig Petersen setzten die Franzosen im November den ersten provisorischen Maire ein. Holtzmann wurde Präsident der „republikanischen Gesellschaft“ – des Jakobinerklubs, Petersen sein Stellvertreter. Im folgenden Jahr war Holtzmann noch einige Monate Administrationsrat der kurzlebigen Mainzer Republik.
In den folgenden Jahren kam es mehrere Male zu kurzfristigen Rückeroberungen durch das Reich. In diesen Monaten wurde die alte Verfassung wiederhergestellt. Während der dritten französischen „Occupation“ hielten sich Rat und Bürgermeister größtenteils in Mannheim auf. Holtzmann wurde am 20. Januar 1795 erstmals als Sachwalter in Speyer genannt. Vom 31. Oktober 1796 bis zum Neujahrstag 1814 kam Speyer dauernd unter französische Herrschaft. Im Jahr 1797 erwarb er die städtische Gewürz- und Tabakmühle aus dem verstaatlichten Nationalgut. Nachdem am 1. Januar 1798 (nach dem Frieden von Campo Formio) auch die letzten Reste der reichsstädtischen Verfassung beseitigt waren, folgte am 23. Januar die Einführung der Municipalität im Kanton Speyer. Maire Weiß musste am 8. Februar sein Amt an den Municipal-Agenten Holtzmann abtreten.
Bei den ersten Wahlen am 5. Februar 1801 erhielt Johann Adam Weiß das Vertrauen seiner Mitbürger. Am gleichen Tag wurde er wieder Maire der Stadt. Holtzmann übernahm das Amt des zweiten Adjunkts (adjoint). Als mit dem Ende der französischen Besatzung der Bürgermeister ausgewechselt wurde, stieg er im Januar 1814 zum ersten Adjunkten auf. Nach dem Tod von F. Claus wird er 1819 vor der Nachwahl als Oberbürgermeister von Speyer urkundlich genannt.
Holtzmann war Freimaurer mit dem Ordensnamen Franciscus Aretinus. Im Jahr 1789 wurde er Mitglied der Karlsruher Loge Carl zur Einigkeit im Lehrlingsgrad, 1805 Mitgründer und Schatzmeister der Speyerer Loge La grande famille und 1810 Ehrenmitglied der Frankenthaler Loge.

## Familie
Holtzmann war verheiratet mit Anna Catharina, einer Tochter des kurmainzischen Hofkammerrats Georg Dantzer. Der Baubeamte Johann Bernhard Spatz wurde 1808 sein Schwiegersohn. Der Enkel Carl Alexander Spatz saß 1848 auf Platz 1 der Frankfurter Nationalversammlung. Zu den weiteren Nachkommen zählen der Architekt Carl (Alexander) Spatz, der Hirnanatom Hugo Spatz, der Medizinphilosoph Wolfgang Jacob, der Romanist Daniel Jacob und die Kuratorin Ruth Noack. Holtzmanns Neffe Georg Carl kam 1849 für mehrere Monate wegen Beteiligung am  pfälzischen Aufstand (Mirbachscher Pulverraub in Speyer) in Untersuchungshaft.
Holtzmanns Bruder Joh. Michael Holtzmann (1774–1820) hatte 1814 die 29-seitige Freiheitsschrift: „Demosthenes an die Deutschen. Ein Dialog“ (Macklot, Karlsruhe 1814) verfasst, die als angeblich aufrührerische Schrift überregionale Bekanntheit erhielt. Carl Julius, Adolf und Carl Heinrich Alexander Holtzmann sind dessen bekannte Söhne.